# Apião (cônsul honorário)
Apião (em latim: Apion) foi um oficial administrativo bizantino do século V, ativo durante o reinado dos imperadores Anastácio I Dicoro (r. 491–518) e Justino I (r. 518–527). Aparece pela primeira vez em 492, quando exerceu o ofício no Egito. Em 497, tornou-se cônsul e por 503 foi nomeado patrício. Nesse ano recebeu a missão de provisionar os exércitos imperiais na Guerra Anastácia.

## Vida

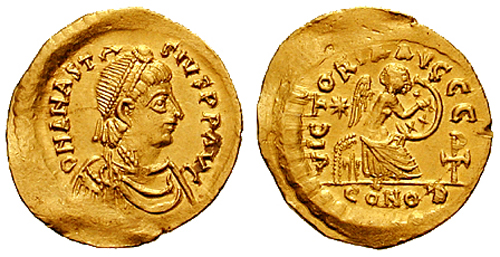
Semisse de r.

Apião era nativo do Egito e originalmente tido como o mais antigo membro conhecido da famosa e rica família Apião de Oxirrinco; a teoria é atualmente desacreditada. Através de investigações recentes dos papiros de Oxirrinco descobriu-se que era descendente de outra linhagem proeminente da aristocracia local, os Sétimos Flavianos de Heracleópolis Magna, vizinha do nomo oxirrinquita. Era pai de Flávio Estratégio e Heráclides e provavelmente esposo de Ísis, filha de Estratégio I, o real primeiro membro dos Apiões. Foi citado pela primeira vez em papiro oriundo de Heracleópolis Magna datado de 492 no qual aparece como titular de posição administrativa local. Em 497, ascendeu à posição de cônsul, quiçá honorífico já que não foi citado nos Fastos, e então patrício em 503. Nesse ano, como prefeito pretoriano vacante do Oriente, foi incumbido pelo imperador Anastácio I (r. 491–518) com a missão de provisionar os exércitos imperiais, liderados pelos generais Areobindo, Hipácio e Patrício, que foram mobilizados próximo de Amida e Dara e estavam estacionados em Edessa para combaterem o Império Sassânida na Guerra Anastácia.

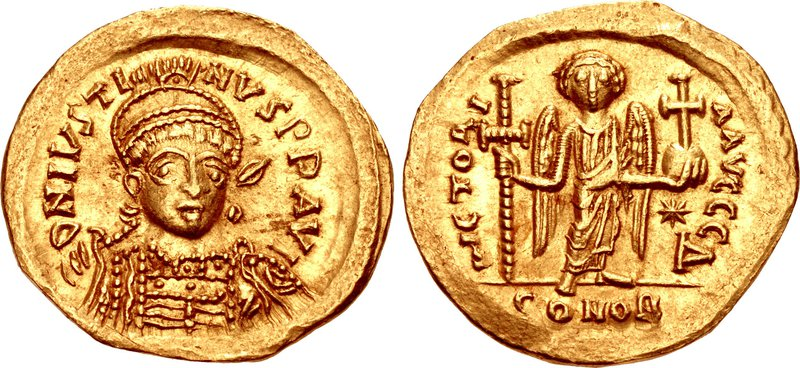
Soldo de r.

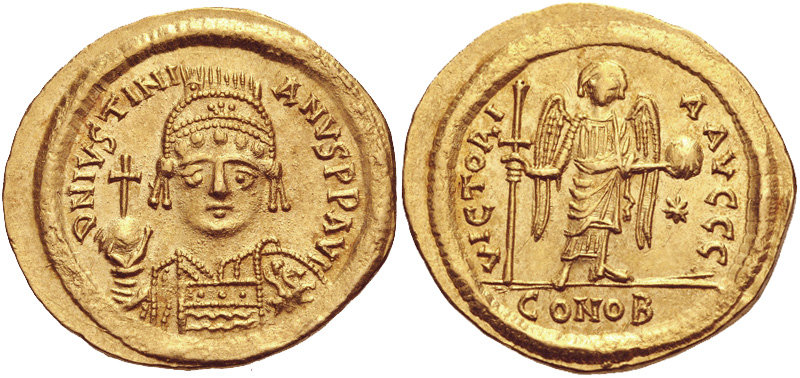
Soldo de Justiniano r.

De acordo com João Malalas, entregou trigo para cada uma das residências edessenas para cozimento, conseguindo produzir 630 mil módios. Segundo Teodoro, o Leitor, foi aquele que persuadiu Areobindo a não retornar a Constantinopla quando o último irritou-se com seus colegas. Apião exerceu sua função até 504, quando foi substituído, enquanto estava em Edessa, por Caliópio. Em maio, dirigiu-se a Alexandria, onde continuou a produzir os pães dos soldados, antes de ser reconvocado a Constantinopla por alegadamente conspirar com Hipácio contra a campanha contra os persas. Entre 508-510, Apião e Paulo 34 receberam na capital imperial a dedicação da obra de Severo de Antioquia Contra Eutiques: "para Apião e Paulo, de memória muito ilustre, que eram patrícios". Por 510, foi exilado pelo imperador e forçadamente ordenado sacerdote em Niceia, com sua propriedade sendo confiscada.
Foi reconvocado, junto de Diogeniano e Filoxeno, pelo imperador Justino I (r. 518–527) após a morte de Anastácio e então designado prefeito pretoriano, provavelmente no Oriente. Em algum momento entre 525 e 532, foi convertido com sua família por Justino I e seu sobrinho e futuro imperador Justiniano (r. 527–565) à ortodoxia calcedoniana, abjurando o monofisismo. Faleceu em algum ponto antes de 533, quando Inocêncio de Maroneia mencionou seu filho Estratégio como "memória gloriosa do pai". Provavelmente adquiriu em algum momento em que esteve em Constantinopla uma propriedade que posteriormente levaria seu nome.